# Luxemburg a 2020. évi nyári olimpiai játékokon
Luxemburg a japán Tokióban megrendezett 2020. évi nyári olimpiai játékok egyik részt vevő nemzete. Az országot 7 sportágban 12 sportoló képviselte, akik érmet nem szereztek.

## Asztalitenisz
| Versenyző      | Versenyszám | 64-es főtábla         | 48-as főtábla   | 32-es főtábla | Nyolcaddöntő | Negyeddöntő | Elődöntő | Döntő   | Helyezés |
| -------------- | ----------- | --------------------- | --------------- | ------------- | ------------ | ----------- | -------- | ------- | -------- |
| Sarah de Nutte | Női egyes   | Trifonova (BUL) · 3–4 | kiesett         | kiesett       | kiesett      | kiesett     | kiesett  | kiesett | kiesett  |
| Ni Xialian     | Női egyes   |                       | Sin (KOR) · 3–4 | kiesett       | kiesett      | kiesett     | kiesett  | kiesett | kiesett  |

## Atlétika
| Versenyző       | Versenyszám  | Előfutam | Előfutam | Elődöntő | Elődöntő | Döntő   | Döntő    |
| Versenyző       | Versenyszám  | Idő      | Hely.    | Idő      | Hely.    | Idő     | Helyezés |
| --------------- | ------------ | -------- | -------- | -------- | -------- | ------- | -------- |
| Charles Grethen | Férfi 1500 m | 3:41,90  | 6.       | 3:32,86  | 6.       | 3:36,80 | 12.      |

| Versenyző    | Versenyszám     | Selejtező | Selejtező | Döntő    | Döntő    |
| Versenyző    | Versenyszám     | Eredmény  | Helyezés  | Eredmény | Helyezés |
| ------------ | --------------- | --------- | --------- | -------- | -------- |
| Bob Bertemes | Férfi súlylökés | 20,16 m   | 21.       | kiesett  | kiesett  |

## Íjászat
| Versenyző     | Versenyszám  | Selejtező | Selejtező | 64-es főtábla     | 32-es főtábla | Nyolcaddöntő | Negyeddöntő | Elődöntő | Döntő   | Helyezés |
| Versenyző     | Versenyszám  | Pont      | Kiemelt   | 64-es főtábla     | 32-es főtábla | Nyolcaddöntő | Negyeddöntő | Elődöntő | Döntő   | Helyezés |
| ------------- | ------------ | --------- | --------- | ----------------- | ------------- | ------------ | ----------- | -------- | ------- | -------- |
| Jeff Henckels | Férfi egyéni | 646       | 55.       | Gazoz (TUR) · 0–6 | kiesett       | kiesett      | kiesett     | kiesett  | kiesett | kiesett  |

## Kerékpározás

### Országúti kerékpározás

#### Férfi
| Versenyző     | Versenyszám   | Idő     | Helyezés |
| ------------- | ------------- | ------- | -------- |
| Kevin Geniets | Mezőnyverseny | 6:15:38 | 37.      |
| Michel Ries   | Mezőnyverseny | 6:21:46 | 73.      |

#### Női
| Versenyző         | Versenyszám   | Idő      | Helyezés |
| ----------------- | ------------- | -------- | -------- |
| Christine Majerus | Mezőnyverseny | 3:55:13  | 20.      |
| Christine Majerus | Időfutam      | 34:34,13 | 21.      |

## Lovaglás
| Versenyző      | Ló                 | Versenyszám        | 1. kör | 1. kör | 2. kör  | 2. kör  | 3. kör  | 3. kör  | Végeredmény | Végeredmény |
| Versenyző      | Ló                 | Versenyszám        | Pont   | Hely.  | Pont    | Hely.   | Pont    | Hely.   | Pont        | Helyezés    |
| -------------- | ------------------ | ------------------ | ------ | ------ | ------- | ------- | ------- | ------- | ----------- | ----------- |
| Nicolas Wagner | Quater Back Junior | Egyéni díjlovaglás | 70,512 | 25.    | kiesett | kiesett | kiesett | kiesett | kiesett     | kiesett     |

## Triatlon
| Versenyző      | Versenyszám | 1,5 km úszás | Depózás 1 | 43 km kerékpározás | Depózás 2 | 10 km futás | Összesítés | Összesítés |
| Versenyző      | Versenyszám | Idő          | Idő       | Idő                | Idő       | Idő         | Idő        | Helyezés   |
| -------------- | ----------- | ------------ | --------- | ------------------ | --------- | ----------- | ---------- | ---------- |
| Stefan Zachäus | Férfi       | 17:56        | 0:39      | 56:29              | 0:32      | 36:45       | 1:52:21    | 44.        |

## Úszás
| Versenyző           | Versenyszám        | Előfutam | Előfutam | Előfutam | Elődöntő | Elődöntő | Elődöntő | Döntő   | Döntő    |
| Versenyző           | Versenyszám        | Idő      | Hely.    | Össz.    | Idő      | Hely.    | Össz.    | Idő     | Helyezés |
| ------------------- | ------------------ | -------- | -------- | -------- | -------- | -------- | -------- | ------- | -------- |
| Raphaël Stacchiotti | Férfi 200 m vegyes | 2:03,17  | 8.       | 42.      | kiesett  | kiesett  | kiesett  | kiesett | kiesett  |
| Julie Meynen        | Női 50 m gyors     | 25,36    | 3.       | 25.      | kiesett  | kiesett  | kiesett  | kiesett | kiesett  |
| Julie Meynen        | Női 100 m gyors    | 55,69    | 7.       | 32.      | kiesett  | kiesett  | kiesett  | kiesett | kiesett  |